# Hippocentrum
Hippocentrum (лат.) — афротропический род слепней из подсемейства Tabaninae, трибы Haematopotini. Название рода происходит от др.-греч. ἵππος — «лошадь» и κεντρον — «шпора».

## Внешнее строение
Небольшие (7—9 мм) стройные мухи, покрытые короткими волосками. Голова широкая. Глаза голые. Первый членик щупиков тонкий, последний членик — в форме равнобедренного треугольника. Усики очень длинные и тонкие, первый сегмент почти в шесть раз длиннее второго. Среднняя часть лица немного выпуклая. Крылья затемнённые или несколькими светлыми и тёмными полосами, в покое складываются крышеобразно.

## Биология
Имаго обитают в саванне, галерейных лесах. Самки нападают на человека, способны переносить возбудителей лоаоза. В ожидании жертвы слепни сидят вниз головой на прибрежных растениях около заводей и ручейков.

## Классификация
Род включает пять видов:
- Hippocentrum concisum Speiser, 1914
- Hippocentrum inappendiculatum (Bigot, 1858)
- Hippocentrum murphyi Austen, 1912
- Hippocentrum strigipenne (Karsch, 1889)
- Hippocentrum versicolor Austen, 1908